# Briard
Briard là một giống chó chăn cừu lông xù có nguồn gốc từ Pháp. Đây là giống chó có nguồn gốc cổ xưa. Cũng giống như giống Braque, Briard được Gaston Febus mô tả từ thế kỷ XIV.

## Tổng quan
Chúng không được xuất thân chính xác từ vùng Brie. Nó là phiên bản lông dài của giống chó cổ xưa chó chăn cừu Pháp, theo truyền thống, Briard xuất hiện trên nửa phía bắc của nước Pháp. Về giống chó dẫn đường và bảo vệ đàn gia súc này, năm 1896, câu lạc bộ cũ về chó chăn cừu Pháp đã cho phép dùng tên gọi Chó chăn cừu Brie để phân biệt nó với giống chó tương tự nhưng lông ngắn, Chó chăn cừu Beauce. Briard dần thích nghi là người bạn đồng hành, năm 1970 là năm đánh dấu sự bùng nổ mạnh mẽ và phổ biến của chúng trên toàn miền bắc Pháp.

## Đặc điểm
Kích thước cơ thể đẹp, cao 56–68 cm, Briard có thân hình mạnh khỏe, chiều dài hơn chiều cao, bộ xương chắc chắn, ngực rộng. Đầu khỏe và dài, đỉnh đầu được thấy rất rõ. Lông dài, thô và có màu nâu vàng, đen hoặc xám.

## Tập tính
Briard là những con chó hiếu động và không biết mệt, chúng là những động cơ năng lượng. Chúng thích chạy nhảy, hài hước và thích thể hiện, là người bạn đồng hành, hiền lành và luôn gắn liền với gia đình. Chúng có tính cách mạnh, vì vậy cần có một hệ thống huấn luyện chính xác. Nếu tự do, chúng chính là những con chó bướng bỉnh. Tuy nhiên, thông qua việc giáo dục qua các trò chơi nó sẽ được huấn luyện. Giống chó này hầu như luôn luôn trong tình trạng cảnh giác và ghi nhớ xuất thân của nó.